# 風景の自由

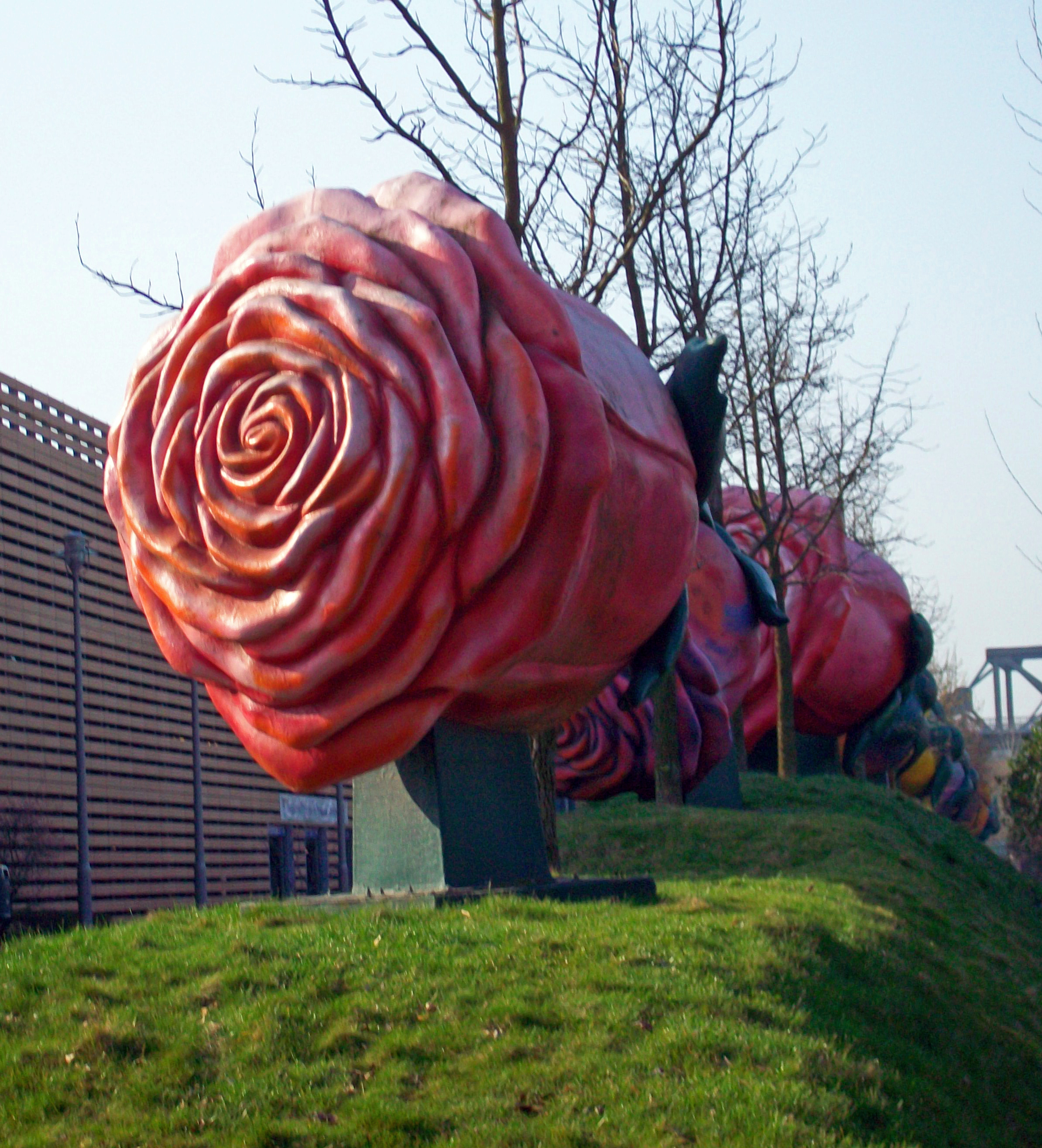
セルゲイ・アレクサンダー・ドットの彫刻 "Himmelesblumen" の画像。ドイツの著作権法における風景の自由規定に基づいて公開。- 2003年 ベルリン グライスドライエック駅

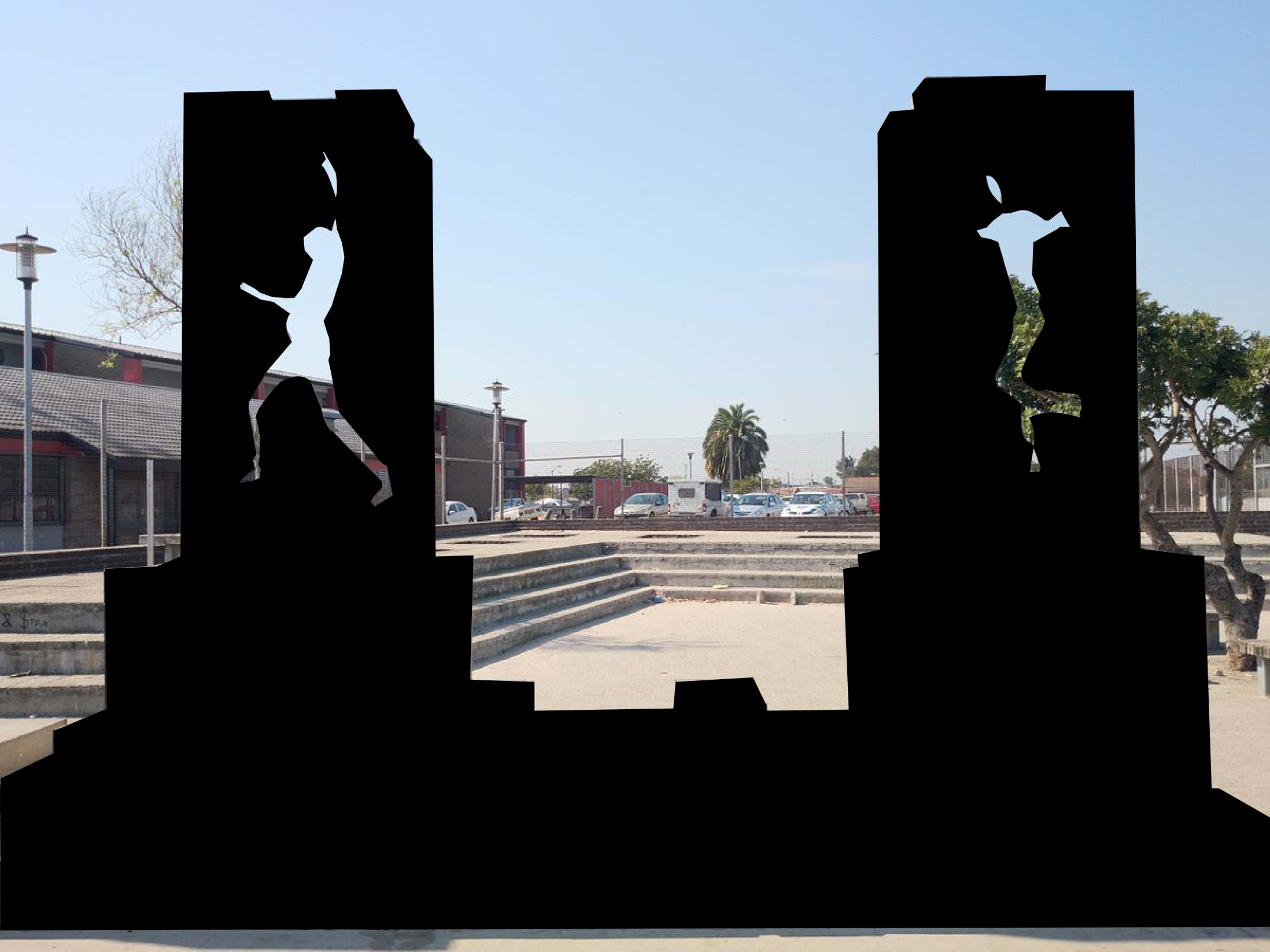
南アフリカの法律では風景の自由は存在しない。著作権法を厳格に解釈すると、この像のように著作権のあるオブジェは検閲で排除されることとなる。

風景の自由、または、パノラマの自由 (英: Freedom of panorama、FOP) とは、公共の場所に設置されている建物、彫刻作品やその他の芸術作品について、その著作権を侵害することなく、撮影した写真や動画、または、作成したその他の画像 (絵画など) を公開することを認める、様々な国 (司法管轄) における著作権法の規定である。
風景の自由の法規や判例は、著作権者の許諾を得ずに著作物を使用した者に対し、著作権侵害の訴訟を提起する権利を制限する。これは、著作権者が二次的著作物の作成 (翻案) と頒布の独占的権利を有する通常の規則の例外となる。風景の自由の語源はドイツ語の"Panoramafreiheit" (panorama freedom) に由来する。

## 世界における風景の自由
数多くの国においては、公共の場所の風景や、そこから撮影された風景の写真の利用を明示的に許可するため、同様の規定により著作権法の範囲を制限している。また、規定が存在する国であっても、風景の自由の解釈が大きく異なる国も存在する。

商用目的での利用における全世界の「風景の自由」の状況

### 欧州連合

商用目的での利用における欧州の「風景の自由」の状況
建物外観、芸術作品、建物内部含めOK
建物外観、芸術作品はOK、建物内部はNG
建物外観のみOK
NG
建物外観、芸術作品はOK、建物内部は一部OK
確定していない、または不明

欧州連合 (EU) においては、情報社会指令 (Directive 2001/29/EC) で加盟国が著作権法に風景の自由を盛り込むことを可能にしているが、規定することまでは要求していない。
2015年の著作権指令の見直し
2015年、ドイツの元欧州議会議員であるユリア・レダは、風景の自由を欧州連合のすべての国に適用する提案を行った。彼女はこの著作権の例外規定により建物やパブリックアートを含む公共の場所での画像を自由に共有できるようになり「経験や思ったことを送ったり共有すること」「旅の体験を保存し、これからの世代のために収集して整理すること」が可能になると主張を行った 。
これに対し、フランスの元欧州議会議員のジャン＝マリー・カヴァダは、提案内容を批判し、欧州連合諸国のすべての風景の自由条項を非商用目的での使用に制限する代替案を提案した。カヴァダは、商業利用目的での風景の自由の適用は、ウィキメディアやフェイスブックのような団体が作者へ対価を支払うことなく作品が商用利用されることを許可し、建築、芸術作品の作者の権利侵害となると主張した。さらにカヴァダの事務所は、非商用目的での風景の自由は、インターネットの自由への影響は無いばかりか「フェイスブック、インスタグラムやフリッカーといったプラットフォーマーが作者に公平な報酬を与えること」を保証するとつけ加えた。このカヴァダの主張に対して批判が高まり、デジタル権利活動家によるハッシュタグ#SaveFOPを利用したオンラインでの反対運動は、開始から2週間以内で46万人以上からの署名が集まるほどとなった 。
7月9日、欧州議会の本会議で両提案ともに却下となり、欧州連合全体での風景の自由の状況はそのまま維持されることとなった。

#### ベルギー

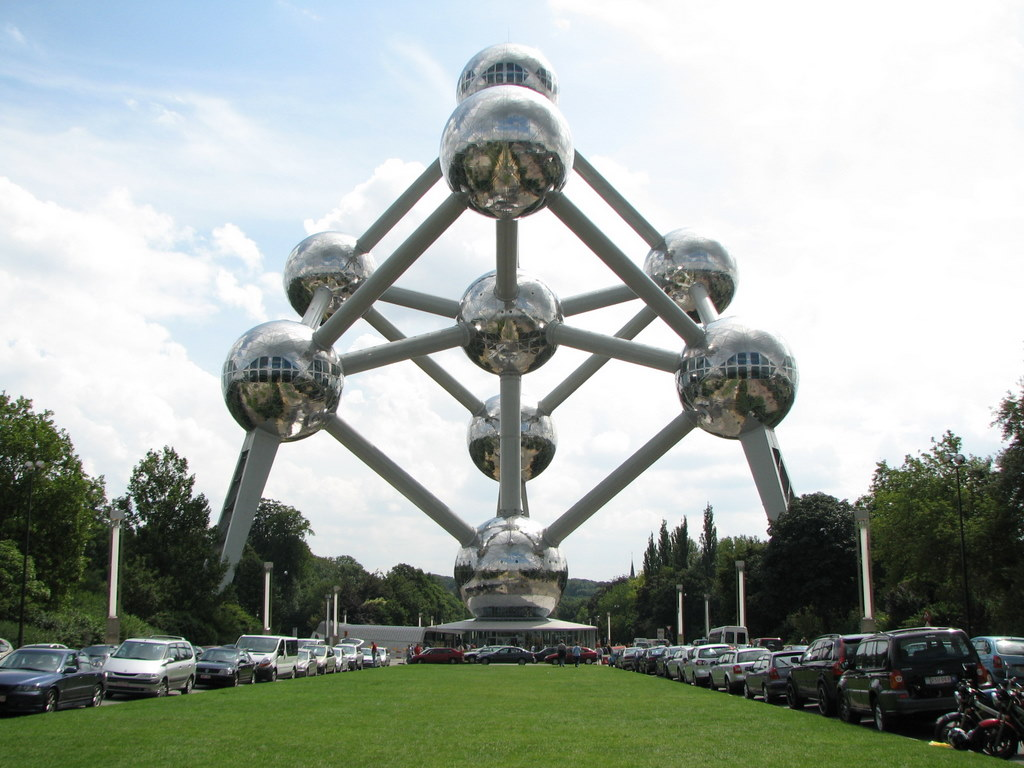
アトミウム。2006年撮影。2016年以前は、この画像を商業的に複製することは違法であった。

ベルギーでは、2016年6月27日に経済法に新たな規定が追加となり、風景の自由が導入された。XI.190 2/1°により、公共の場所に恒久的に設置されている建築芸術、視覚芸術、グラフィックアートワークの作者は「著作物をそのまま複製し送信することについて、それらの行為が、作品が普段通り利用されることに影響せず、作者の正当な利益を不当に害しない限り」その複製と公衆送信を制限できないと規定され、2016年7月15日に施行された。規定の発行以降は、ブリュッセルの有名なランドマーク、アトミウムの写真を撮影し、ソーシャルメディアで家族や友人と共有するなど、作品の著作権者からの訴訟を提起される心配なく、目的を問わず自由に配布することが可能となった。

#### デンマーク
デンマークの著作権法の第24条 (2) では、非商用目的での公共の場所にある芸術作品の絵画での複製を認めている。第24条 (3) は、建物の絵画での複製は自由であるとしている。

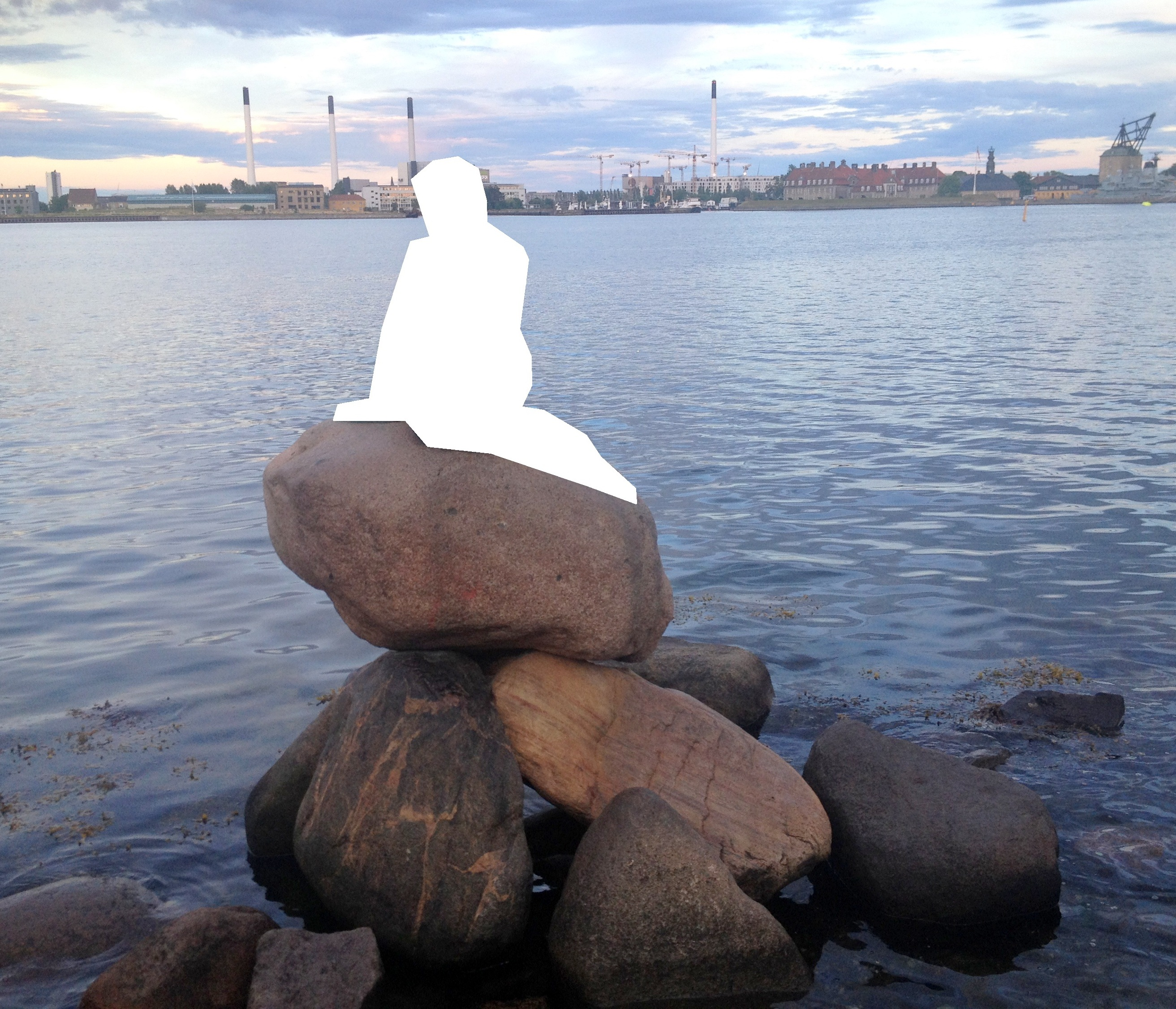
検閲された「人魚姫の像」の画像

デンマークでは、建築以外の作品における完全な風景の自由を認めていない。エドヴァルド・エリクセン (1959年没) の彫刻である人魚姫の像は2030年まで著作権の保護下にあり、エリクセン家は著作権侵害の訴えを起こすことが知られている。いくつかのデンマークの新聞社は、エリクセン家に彫刻の画像使用の許諾を得なかったとし、罰金を命じられた。デンマークでは、メディアでの画像利用は商業目的であると考えられている。罰金を科された新聞社の1つ、ベアリングスケの写真編集者セーアン・ロランスンは、かつて「私たちは、利用許諾を求めることなく使用した。私には、人魚姫の像のような国宝の写真の使用が著作権法の例外にならないことを素直には受け入れ難いが、著作権法違反であることは確かだ。」と嘆いた。彫刻家の孫娘にあたるアリス・エリクセンは、この制限は国の法律に準拠しているものであると述べ、権利を擁護した。さらに「曲が演奏されたときに印税を受け取るのと同じだ。」とつけ加えた。また、ベアリングスケは、2019年に国内の討論文化に関する漫画の挿絵、加えて、2020年にも極右とCOVID-19を恐れる人々の関係の表現するものとして彫刻を使用し、著作権侵害で提訴された。東部高等裁判所は、地方裁判所が下した28万5千クローネ（4万4千ドル）の補償金よりも高い、30万クローネ（4万6千ドル）をエリクソン家に対し支払うよう命じた。

#### フランス

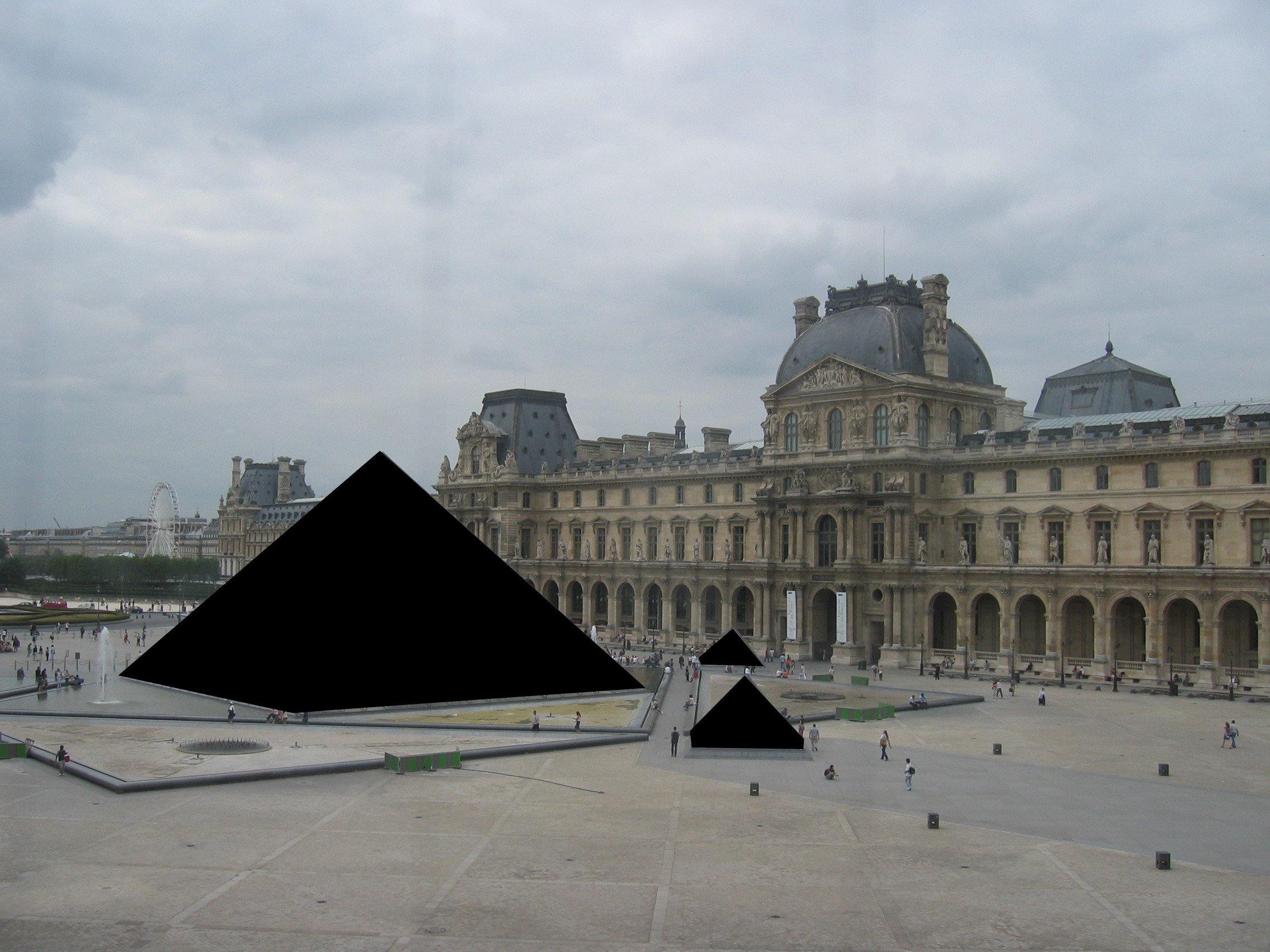
完全な風景の自由を認めていないため、ルーヴル・ピラミッドを映したこの画像は検閲された。

2016年10月7日よりフランス知的財産法典の第L122条5には、建築と彫刻作品について、制限された風景の自由が規定されている。この条項は「商業的性格での利用方法を除く、公共の場所 (voie publique) に恒久的に設置された自然人による建築と彫刻作品の複製および描写」を許可している。過去のフランスの議員や政治家は、風景の自由の導入に消極的であった。2011年に元国民議会のパトリック・ブローシュは、風景の自由を「ウィキペディア修正案」だと批判した。
様々なフランスの現代建築は著作権で保護されており、建築家または建築家が財産権を譲渡した者の許諾を得ずに、写真家、映画製作者、グラフィックアーティスト、その他の第三者が商業的な複製を行うと著作権侵害の可能性がある。1990年、グランダルシュとラ・ジェオードをメインの題材として無許可で作られたポストカードが、著作権侵害にあたるとそれぞれの裁判所より判決が下された。著作権で保護されている主要なモニュメンタル建築物としては、ルーヴル・ピラミッド、オペラ・バスティーユ、フランス国立図書館の新館がある。
ただし、フランス法学では、描かれている主題の従属的な要素として複製されている場合には、著作権を侵害しないと考えられている。2005年、リヨンのテロー広場のポストカードにおける裁判では、フランス破毀院は、ポストカードにおける広場の現代芸術作品は従属的に含まれているものとする下級裁判所の判断を支持し、作品は広場周辺のパブリックドメインの建築と調和しており、広場そのものは「その芸術作品の主題からすれば、重要さは二次的なもの」だと述べた。

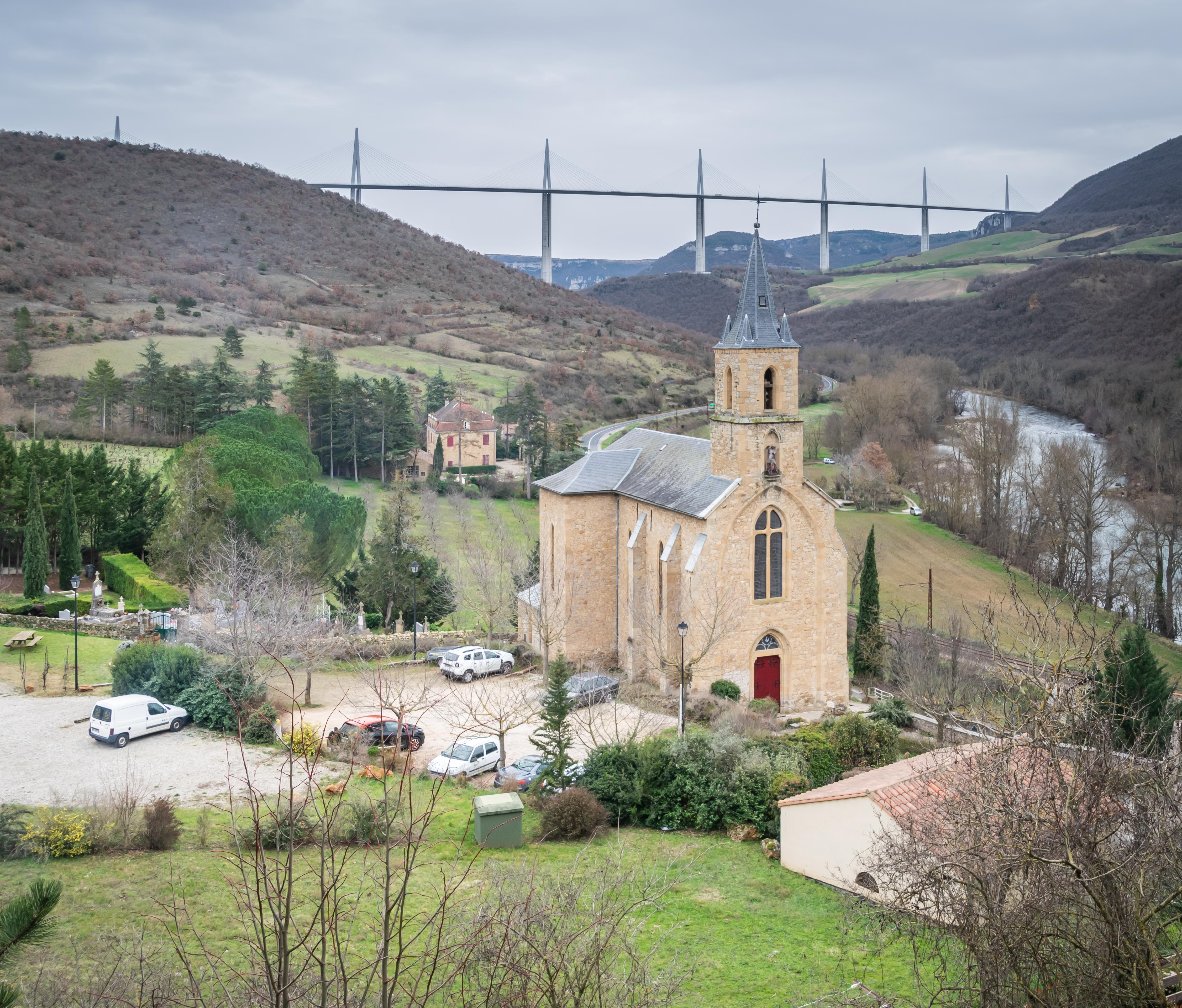
コンプレニャックのコミューンにある教会の画像。遠くの背景にミヨー橋が見える。

ノーマン・フォスターの建築したミヨー橋に係る全ての財産権の独占的受益者であるCEVM (Compagnie Eiffage du Viaduc de Millau) は、専門的、かつ / または、商業的な橋の画像の利用においては、ウェブサイト上にて「事前にCEVMの特別許可を得ること」を条件として明示している。加えて、CEVMはミヨー橋の画像をポストカードなどの記念品として配布する唯一の権利を有している。ただし、私的、かつ / または、非商用な画像の利用についてはCEVMは許容している。また「橋が背景に映り込んでいる、画像の主要な被写体ではない風景画像」についても、許諾の義務と報酬の支払いを免除される。

#### ドイツ
風景の自由 (Panoramafreiheit) は、ドイツの著作権および著作隣接権に関する法律の第59条で規定されている。
 (1) 公共の道路、街路または広場に恒久的に設置されている作品を絵画、グラフィック作品、写真や映画により複製、配布および公然と展示することは、認められる。建築物の場合、外観にのみ適用される。
(2) 建築物として複製することは認められない。—著作権および著作隣接権に関する法律 第59条
EU法による訴訟としては、オーストリアの建物の写真を使用したドイツ企業に対して、フリーデンスライヒ・フンデルトヴァッサーが勝訴したフンデルトヴァッサー判決 (de:Hundertwasserentscheidung) がある。

#### ギリシャ
ギリシャには風景の自由は存在しない。Copyright, Related Rights and Cultural Matters（→著作権、著作隣接権、文化的事項に関する法律）（1993年法第2121号、2018年改正第4531号）には、「マスメディアにより行われる、公共の場所に恒久的に設置された作品の画像の稀な複製と伝達」を認めるとする漠然とした制限だけが規定されている。

#### ハンガリー
ハンガリー著作権法の第68条 (1) は、屋外や公共の場所に恒久的に設置された、純粋美術、建築や応用美術の作品の外観を権利者への同意や報酬を支払うことなく使用できると規定している。

#### イタリア
イタリアでは、風景の自由は存在しない。多くの公式な抗議や、弁護士のグイード・スコルツァとこの問題を浮き彫りにしたジャーナリストのルカ・スピネッリが主導した、全国的なイニシアティブにもかかわらず、イタリアの古い著作権法に従い、公共の場所の写真の複製は未だ禁止されている。2004年に制定された Codice Urbani (文化財及び景観法) と呼ばれる法律は、商業目的での「文化財」 (その定義は、あらゆる文化的あるいは芸術的な物体および場所を意味する) の写真の公開について規定され、芸術と文化遺産を監督する省庁の地方支部である文化財監督局 (Soprintendenza) の許可を得ることが義務付けられている。

#### ラトビア
ラトビアの著作権法では、非商用目的での使用に限り、風景の自由が規定されている。建築、視覚芸術、応用美術を含む公共の場所に恒久的に設置された作品の画像は「私的使用、ニュース放送や時事の報道の情報、または非商用目的の作品に含まれること」だけが認められている。

#### ポーランド

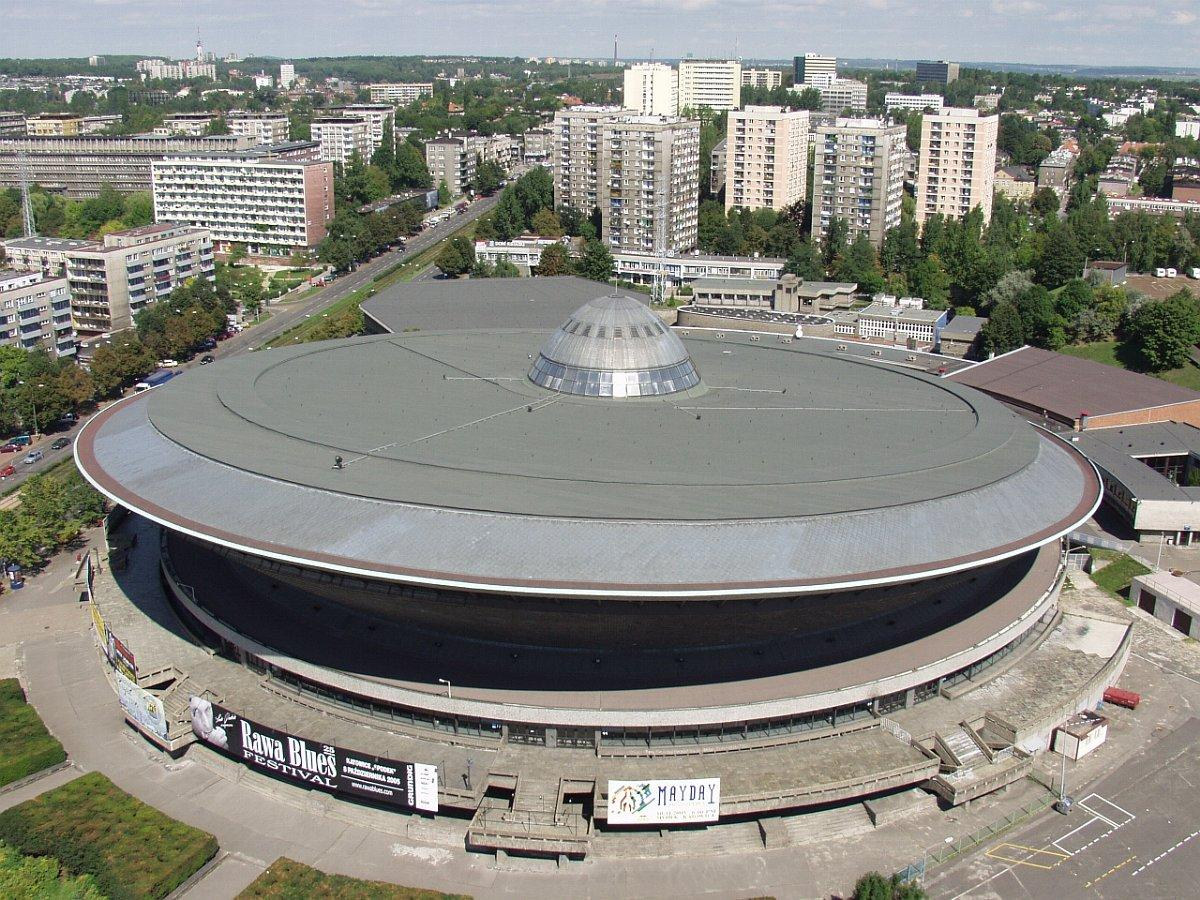
カトヴィツェにある多目的アリーナ複合施設スポデク

ポーランドでは、著作権および著作隣接権法の第33条 (1) によって、十分な風景の自由が保証されている。この条文は「一般的にアクセス可能な、道路、通り、広場、または庭園に恒久的に展示されている作品を配布利用することは許容される。ただし、同じ用途での使用は認められない。」と規定している。この配布には、商用のテレビゲームやアプリを含む、あらゆるメディアにおいて（建物や公共の場所に設置された彫刻作品などを）写真、または、写実的な視覚表現で使用することが含まれる。オフィスビル、ショッピングモール、橋などの作品の写真を配布することは、作品が制作された本来の目的と異なるため、ポーランドの著作権法において、許容される行為である。

#### ポルトガル
ポルトガルの風景の自由は、ポルトガルの著作権および著作隣接権法の第75条第2項 (q) に規定されており、建築物や彫刻などの公共の場所に恒久的に設置された作品を対象としている。ただし、第76条第1項 (a) により、写真やビデオグラフィクスによる作品の表現として無料で使用するごとに、著作者への帰属と著作物名を特定することが求められている。

#### ルーマニア

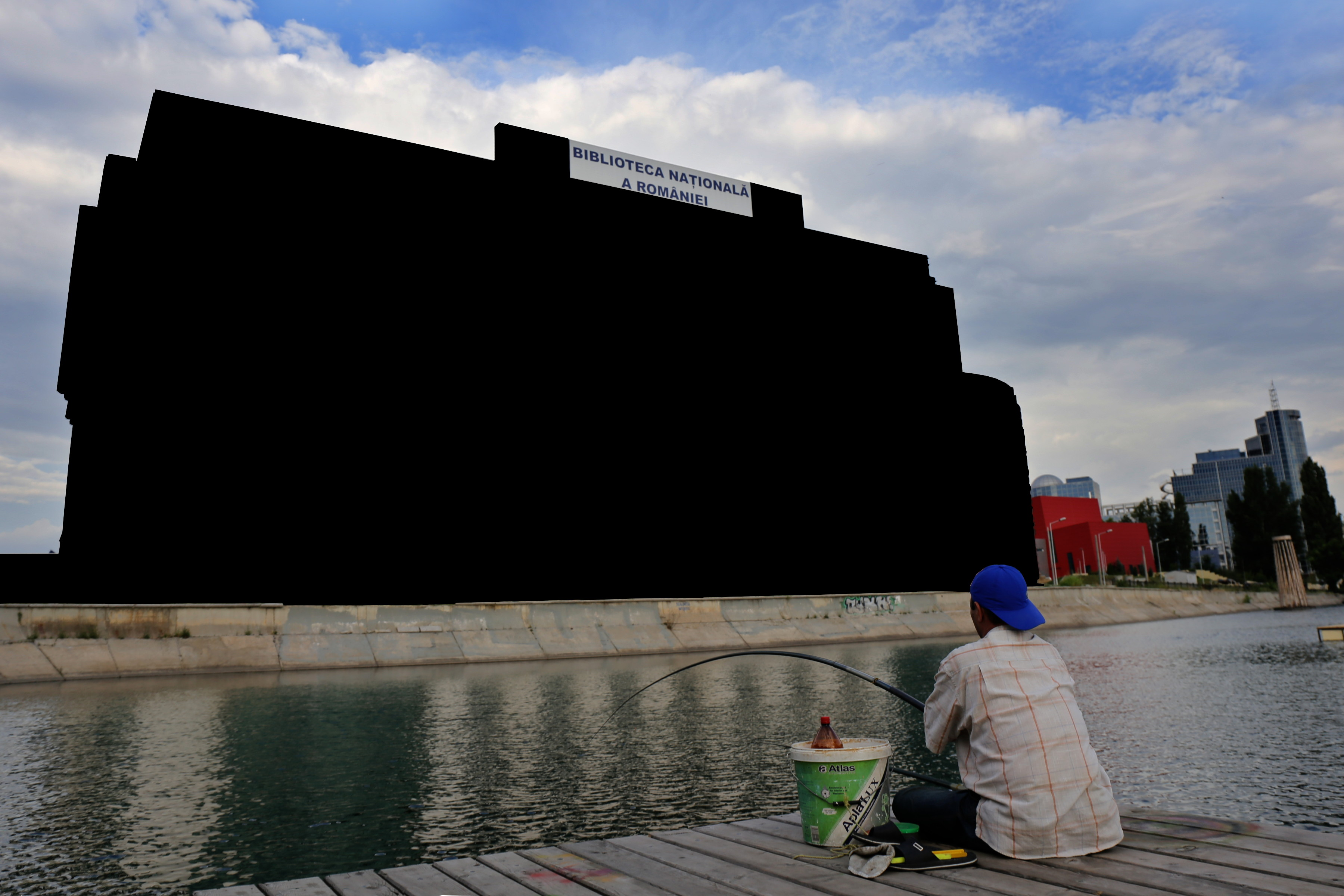
検閲されたルーマニア国立図書館の写真。1986年にセザール・ラザレスクより設計された。

ルーマニアには、完全な風景の自由は存在せず、非商業目的に制限されている。著作権法第35条 (f) に基づき、公共の場所にある建築、彫刻、写真、応用美術作品は、作品の複製の制作が目的でなく、複製の商用利用を行わない限り、複製、配布および送信が許される。
巨大な議事堂宮殿の建築家であるアンカ・ペトレスクの相続人は、この象徴的な建物をイメージした画像やその他の土産物を販売したとして、ルーマニアの議会を提訴した。この著作権侵害の裁判は進行中である。

#### スロベニア
スロベニアの著作権および著作隣接権法の第55条は「公園、通り、広場または一般的にアクセス可能な場所に恒久的に設置されている作品は自由に利用できる」としているが、営利目的で利用する場合は適用されない。また実際は、著作権で保護をされた建物や像などのオブジェは、私的利用の撮影でのみ作者の許可がなく利用可能であり、観光ポータルや新聞 (新聞発行は商業目的と見なされるため) で画像を利用することは禁止される。

#### スペイン
スペインの著作権法は、第35条 (2) に「公園、通り、広場、その他の公共の主要道路に恒久的に設置されている作品は、絵画、描画、写真、または、視聴覚的方法によって、自由に複製、配布、伝達することができる。」と風景の自由を規定している。

#### スウェーデン
2016年4月4日、スウェーデン最高裁判所はウィキメディア・スウェーデン協会に対し、一般市民がアップロードしたスウェーデン国内のパブリックアート作品の画像を含むウェブサイトおよびデータベースを作成したことで、パブリックアート作品の作者の著作権を侵害したとの判決を下した。スウェーデンの著作権法は、パブリックアート作品の描写を許可するという、作品の著作権者の独占的権利の例外を含んでいる:2–5。スウェーデン最高裁判所は、この著作権の例外について制限的に解釈することを決めた:6。裁判所は、データベースについては、その運営者とアクセスする両者にとって、商業的価値は些末なものであると判断し、そして「この価値は、データベースの運営者に商業的目的が実際にあるかどうかとは無関係に、芸術作品の作者のために確保されるべきである」とした:6。この訴訟が下級裁判所へ差し戻されると、ウィキメディア・スウェーデン協会には訴訟を起こし代表アーティストの代理である Bildkonst Upphovsrätt i Sverige (BUS)、つまり集団的権利の管理機関に支払う損害賠償額が申し渡された:2,7。

### 旧ソビエト連邦諸国

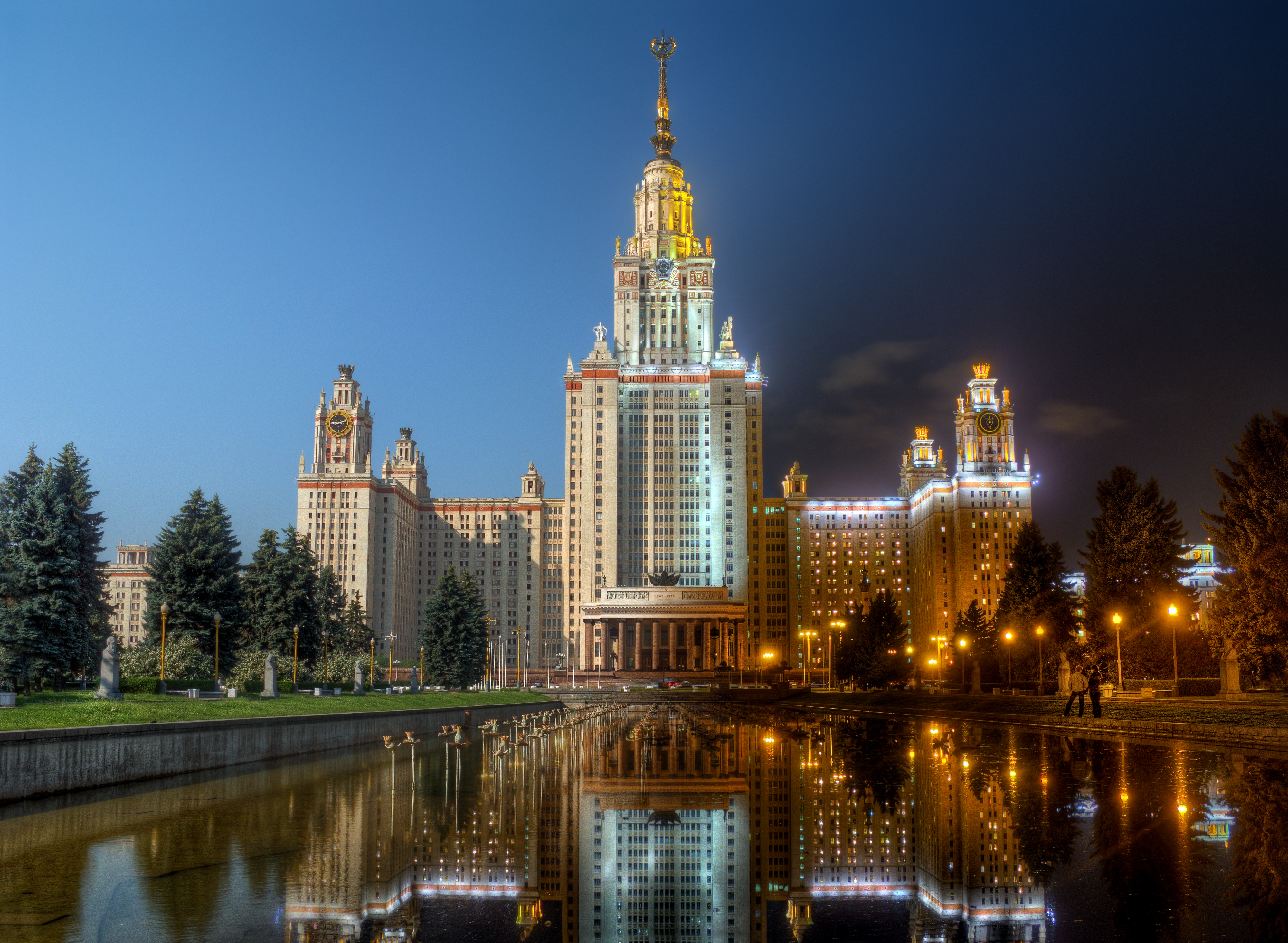
レフ・ルードネフ (1956年没) が建築したモスクワ州立大学本館。2014年、ロシアに風景の自由が導入され、著作権法に従った利用が可能となった。

旧ソビエト連邦諸国のほとんどの国は完全な風景の自由を認めていない。特にカザフスタンの著作権法第21条では、建築、写真や美術作品の利用を認めているが、それらの作品が画像の主題となる場合、商業的な利用はできない。ウクライナの著作権法はより限定的であり、情報や時事問題の目的 (第21条4) およびパロディ (第21条9.1) のような、フェアユースの例外のみを認めている。
例外としては、近年著作権法が改正された3か国である。まず2010年の7月のモルドバにおいて、主題の法律がEU基準に近いものとなった。続いて、アルメニアが2013年4月に、アルメニアの著作権法を更新した。2014年10月1日から、風景の自由が部分的にロシアで取り入れられた。この日より公共の場所から見ることのできる建物や庭園の画像は自由に利用できるようになったが、彫刻などの他の作品の利用は認められていない。

### オーストラリア

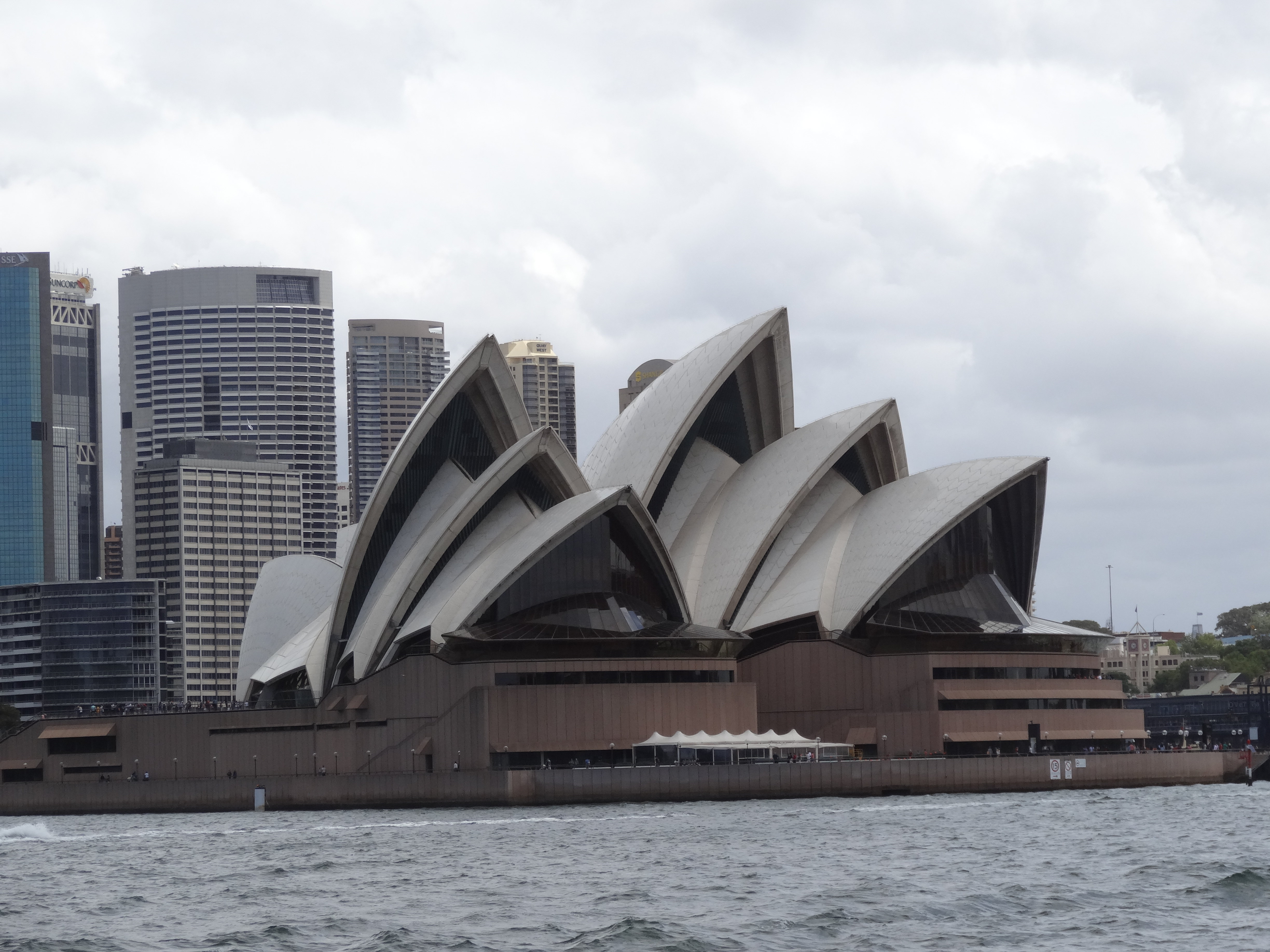
デンマークの建築家ヨーン・ウツソンが設計したシドニー・オペラハウス

オーストラリアでは、風景の自由が1968年のオーストラリア著作権法の第65条から第68条に規定され、第65条では「作品の著作権 - 公共の場所または一般開放された敷地内に設置され、それが一時的でない限りは、絵画、描画、彫刻や写真の作成、または、映画やテレビ放送にそれらが含まれても侵害とならない」と定められた。これは、第10条 (c) で定義される「芸術作品」つまり「芸術的な職人技の作品」 (回路レイアウトは含まれない) にも適用される。
ただし、ストリートアートは、著作権で保護されている場合がある。
法第66条は、建物と建築モデルについての写真および描写の著作権侵害の例外を規定している。

### ブラジル

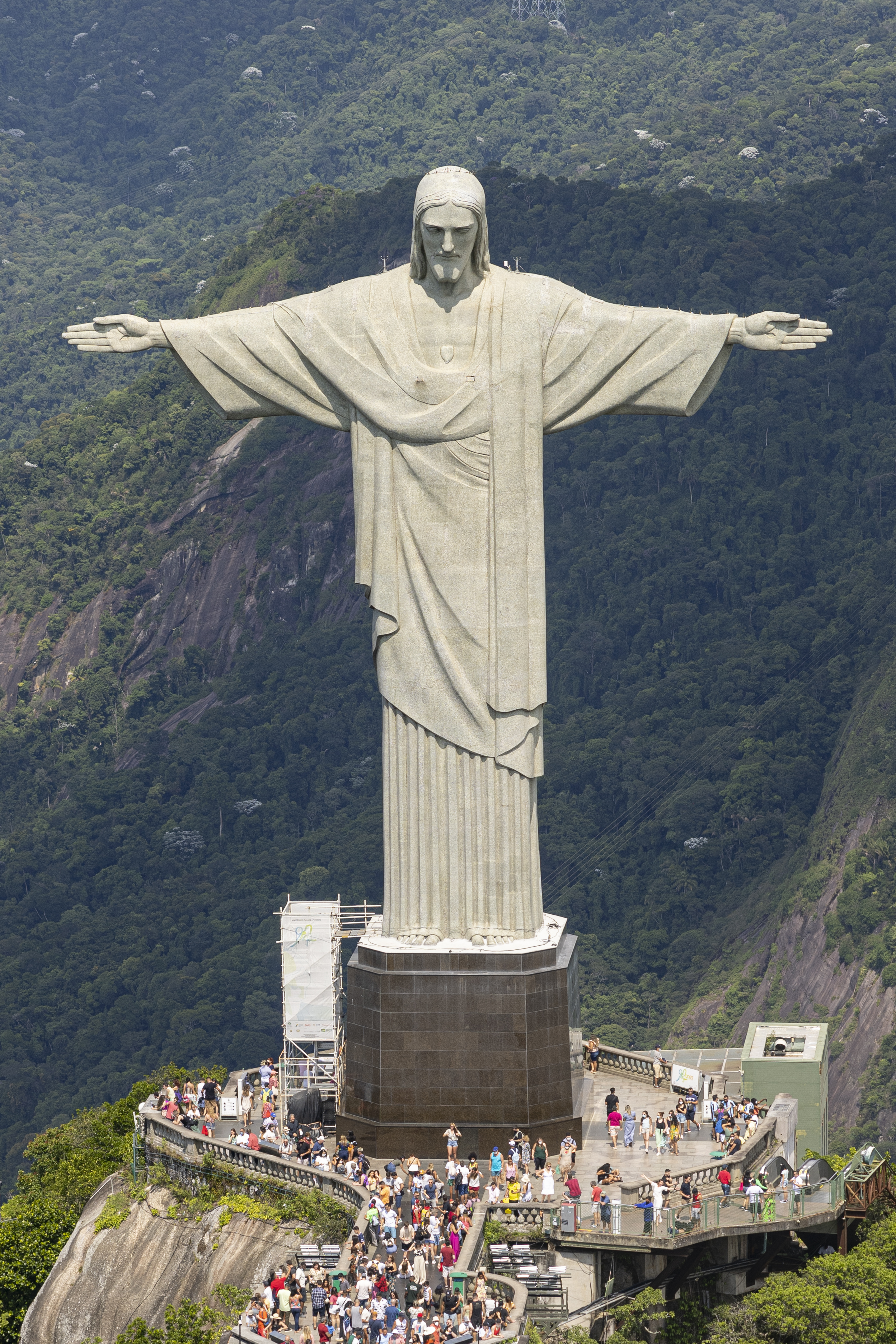
ポール・ランドスキ作のコルコバードのキリスト像

ブラジルの風景の自由は、ブラジルの著作権法第48条に規定され「公共の場所に恒久的に設置されている作品は、絵画、描画、写真や視聴覚的な方法により自由に表現できる。」と述べられている。

### カナダ
著作権法 (カナダ) の第32条2 (1) には次のように記載されている。
これらは著作権侵害にならない。
(b) あらゆる人による絵画、描写、彫刻、写真または映画作品としての複製。
(i) 複写が建築図面や計画の性質を持たない場合は、建築作品、または
(ii) 公共の場所や建物に恒久的に設置されている芸術的な工芸作品の彫刻、鋳造物、彫刻のモデル、または、芸術的な工芸作品であること。—著作権法 (R.S.C., 1985, c. C-42) 第32条2 (1) (b)
また、著作権法は写真の背景に別の作品が偶然映り込んだことについて個別に定めている。「偶然かつ故意でない」他の作品の写った写真は、著作権を侵害しない。

### 中国

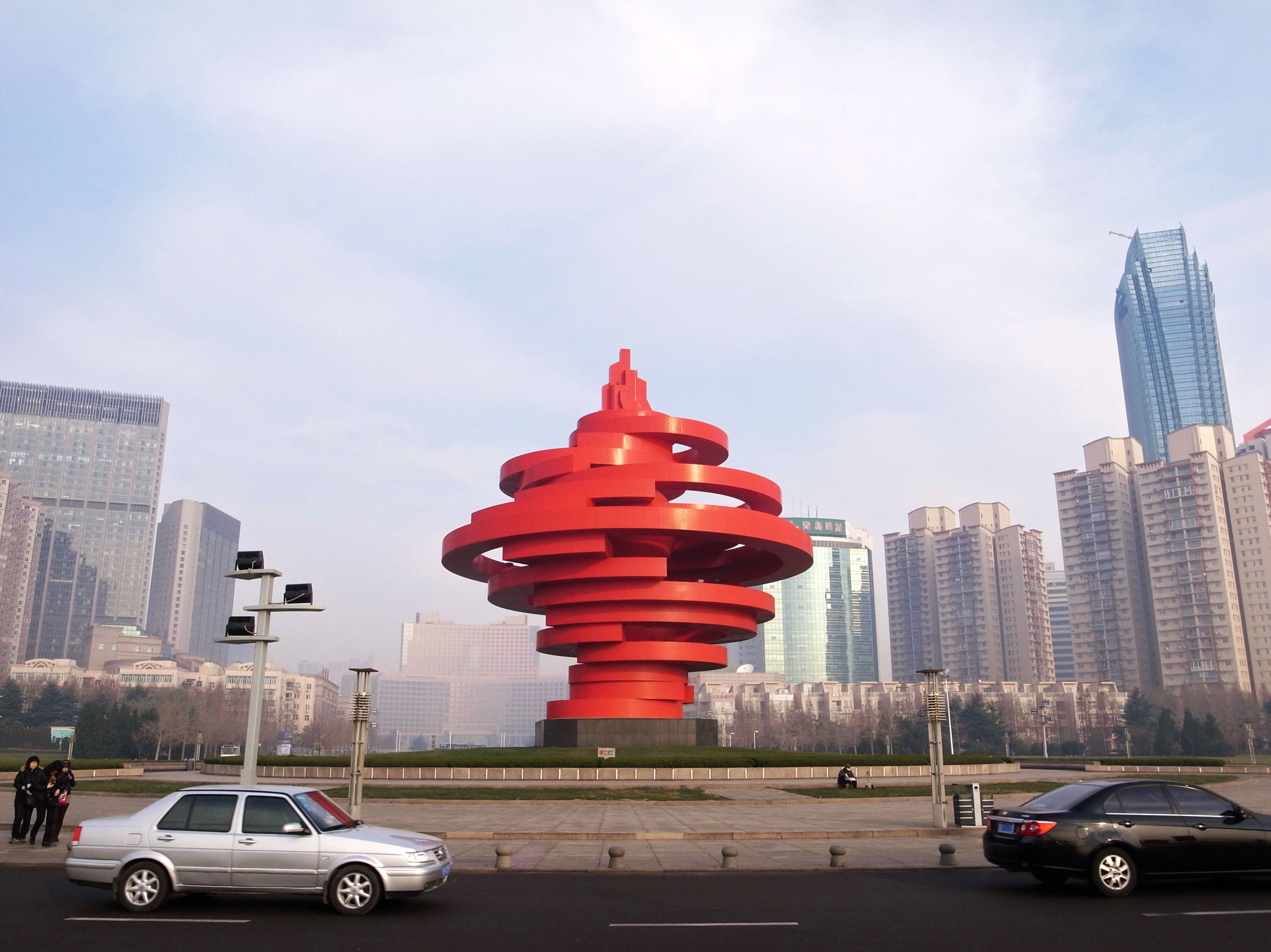
青島市の五四広場にある五月の風の彫刻

中国の著作権法第24条 (10) では、十分な風景の自由を規定している。つまり「公共の場所に設置または展示された」絵画、写真や動画の芸術作品を「作品の作者名とタイトルを記載することを条件とし」著作権者への許可や支払いを必要とせずに利用できる。
一国二制度に関連する規定のため、前述の例外規定は香港とマカオには適用されない。

#### 香港およびマカオ
香港の著作権条例 (Capter 528) の第71条では「公共の場所または一般開放された敷地内に恒久的に設置されたもの」の彫刻や芸術的な工芸作品としての再現は認められており、建物を描画、絵画、写真、映画、放送およびこれに類する表現で複製したとみなされるものは著作権を侵害しないとされている。
1999年8月16日のマカオ法令第43/99/M号の第61条 (l) に規定される「著作権および著作隣接権制度」は、公共の場所に設置された芸術作品の写真、動画および映画表現の利用を認めている。

### コンゴ民主共和国
コンゴ民主共和国の風景の自由は著作権法で大きく制限されている。第28条は建築物の写真撮影、動画撮影、テレビ放送を認めるが、それらは新聞、機関紙、学校教科書での利用だけが合法となる。第29条は「公共の場所に恒久的に設置されているフィギュラティブな作品」について、映画やテレビ番組を通じた表現のみを許可している。

### アイスランド
アイスランドの著作権法では、完全な風景の自由は認められていない。第16条は、建物と屋外のパブリックアート作品の写真撮影とその画像の展示を認めているが、これらの作品が画像の主題となったものを商業的に利用する場合は、建物とパブリックアート作品の作者は「報酬を受ける権利」が与えられる。ただし、利用者が新聞社もしくはテレビ局の場合には、そのような支払いを必要としない。

### インド

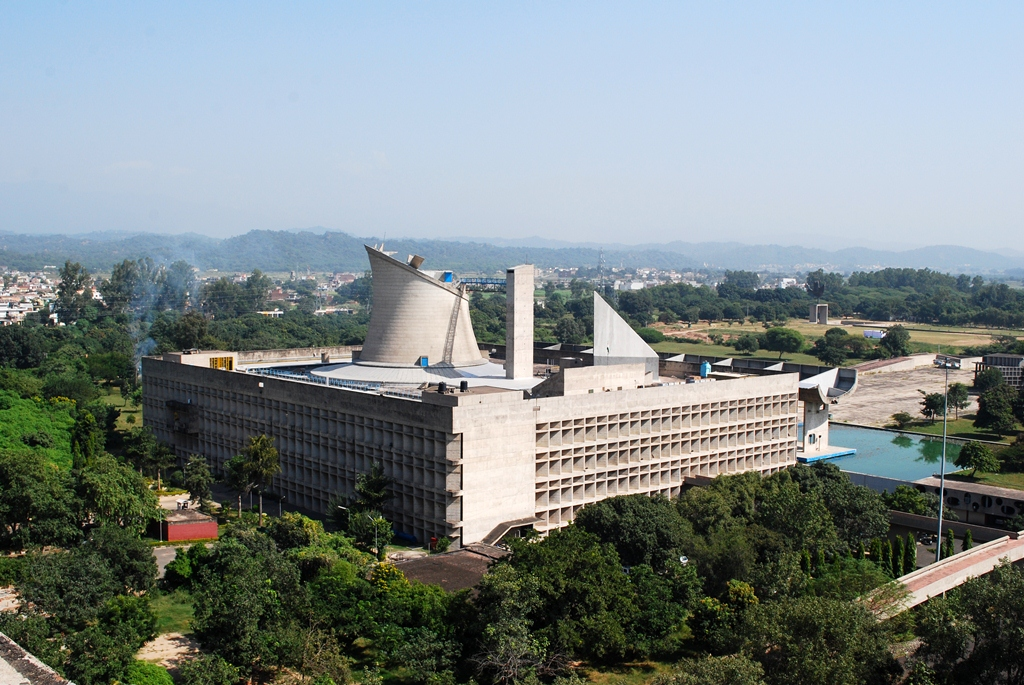
2016年にユネスコの世界遺産に登録されたル・コルビュジエ設計の立法議会の建物 "Palace of Assembly"

インドでの風景の自由は、インドの著作権法の第52条 s–u (i) に規定されている。第52条の (s) と (u) はどちらも描写、絵画、彫刻および写真を通した建築物、彫刻、芸術的な工芸作品の描写に対して適用され、(u)(i) は、あらゆる種類の芸術作品が映画に含まれる場合に適用される。これらの規定は、作品が「公共の場所もしくは一般の人がアクセス可能なあらゆる施設に恒久的に設置されている」場合に適用される。(u)(ii) は、公共の場所にない作品が偶発的に含まれた場合の規定となる。

### インドネシア
インドネシアの著作権法では、一部に類似する規定はあるものの、風景の自由について具体的な規定はない。第15条は、建築物や彫刻の所有者に対し、作品集やカタログの出版などの形態を問わず、一般公開をする権利の付与について定めている。第43条 (d) は情報技術および通信手段を利用した著作物の送信について、その配布方法が「商業的でない、かつ / または、作者もしくは関係当事者にとって有益であること」を条件として規定している。

### イスラエル
イスラエルの風景の自由は、2007年の著作権法 (2011年7月28日改定) の第23条に規定され、建築物、彫刻および応用美術の作品が「公共の場所に恒久的に設置されている」場合には、描画、スケッチ、写真および放送を通じて視覚的に表現することが認められている。

### 日本
日本の著作権法では、屋外の芸術作品についての制限された風景の自由と、建物についての完全な風景の自由を規定している。著作権法 (1970年5月6日法律第48号、2020年改正) の第46条は、4つの例外条件を除いて「屋外に恒常的に設置された」芸術作品と建築作品のあらゆる目的での複製の利用を認めている。例外条件の1つ （四） は、芸術作品の複製が「その複製を販売する目的で行われ、また、それらの複製を販売する」場合である。第48条では、そのような作品の画像の利用者に対して、一般的な慣行に従い、出典を明示することを義務付けている。

太陽の塔

この法の下に保護される「建築作品」には、明確な美的、創造物の特性を備えたものだけが含まれると述べられた2003年の大阪地方裁判所の判決に注意することが重要である。また、大阪府吹田市にある太陽の塔は、建築作品ではなく芸術作品として分類しなければならないという法解釈もある。つまり、たとえ日本の建物に対して完全な風景の自由があったとしても、このランドマークの画像は商業的利用はできない。

### マレーシア

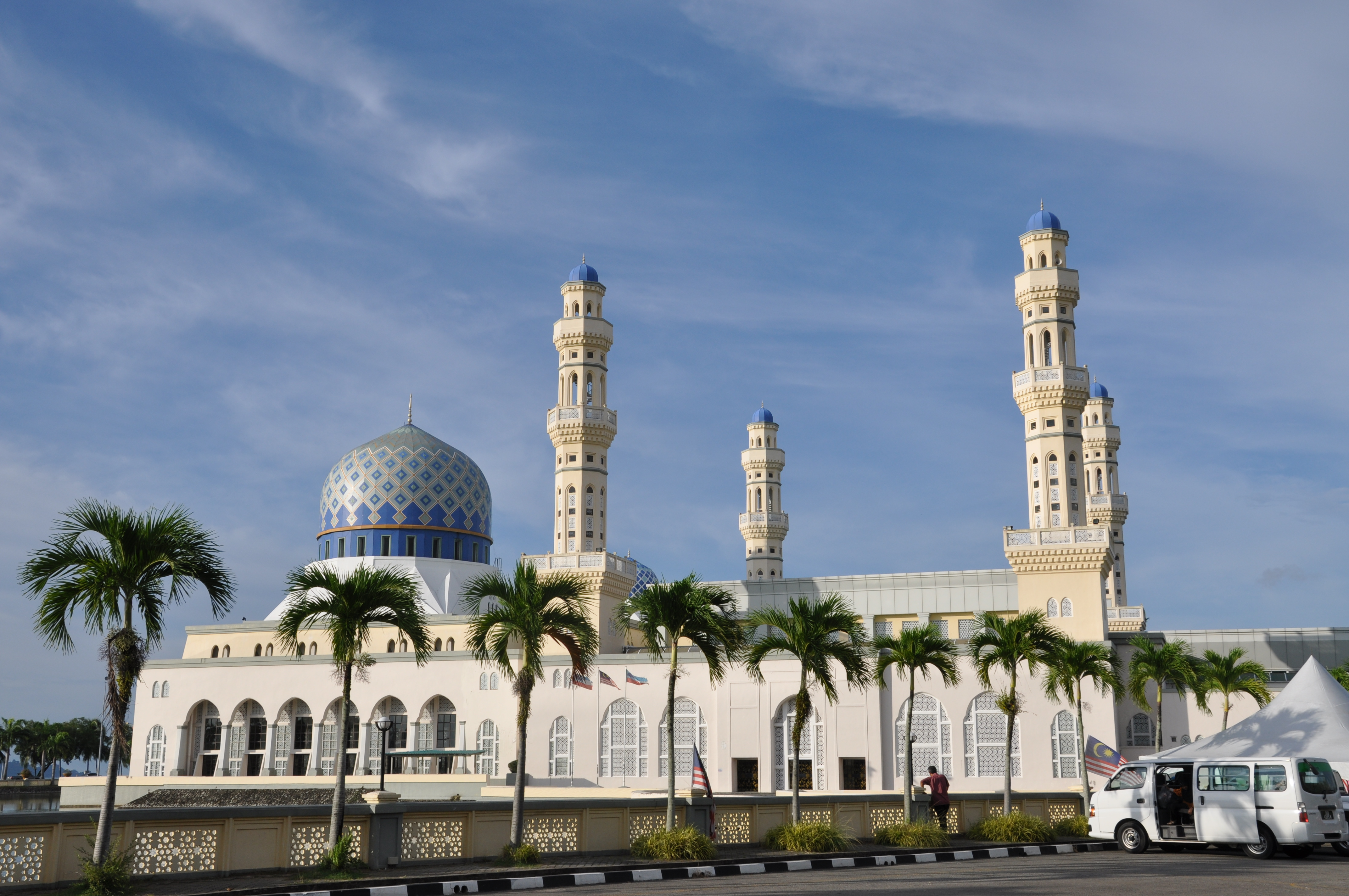
コタキナバル市立モスク

1987年著作権法 (2006年1月1日現在の法律332) の第13条 (2) に基づき、以下は法の管理する権利には含まれない。
(c) 一般の人が見ることができる場所に設置されたあらゆる芸術作品の映画または放送への掲載
(d) 一般の人が見ることができる場所に恒久的に設置されたあらゆる芸術作品の複製または頒布—1987年著作権法 (Act 332, as at 1 January 2006) 第13条 (2)
「芸術作品」は、第3条 (f) で建築作品、建築モデル、彫刻、グラフィック作品および芸術的な工芸作品を含むと定義されているが、レイアウトデザインは明確に除外されている。

### メキシコ
メキシコの著作権法では、第148条 (VII) に風景の自由を規定している。
第148条 - 公開済みの文芸作品は、経済的権利を持つ者の同意や報酬の必要なく、以下の場合の利用が認められる。ただし、作品の通常の利用に悪影響を与えてはならない。また、出典を必ず明示し、作品の改変を行わないことを条件とする。
VII. 公共の場所から見ることのできる作品の描画、絵画、写真や視聴覚処理による複製、伝達、または配布

### モロッコ
モロッコの著作権法には完全な風景の自由を認めていない。第20条の関連規定では、公に開かれた場所に恒久的に設置された建築物の画像、純粋美術作品、写真作品、応用美術作品については、それが主題として描かれていなければ、再公開、放送、公衆への送信に限り許可されている。それが主題となった場合には、商業的な利用は認められない。
1955年12月12日、ラバト控訴裁判所は「建築作品を公共の場所へ建設し、設置すること自体は、芸術的な財産権の喪失を意味することはない。」と判決を下した。

### ニュージーランド
ニュージーランドの著作権法 (1994) に基づき、彫刻などの特定の作品の写真を無料で共有することは免除されるが、壁画のようなグラフィック作品やストリートアート作品は、たとえ公共の場所にあったとしても、免除されない。つまり、この写真を共有目的や商業目的において自由に撮影するためには、その作者や著作権者の許諾が必要となる。
しかし、観光客がソーシャルメディアでそのような画像を共有し続け、マーケティング会社が広告の背景要素として、著作権で保護されたグラフィック作品を利用していることからも明らかなように、この制限はほとんど無視されている。2019年、アーティストのXoë Hallは、ウィットコウルズが彼女のウェリントンの壁画の画像をカレンダーに使用していることに怒りを表し、ニュージーランドの同業の壁画家に「壁に描くたびに、誰が著作権を有しているかが記載された契約書を作成し、アーティスト名を壁画に記載すること」を提案した。

### ナイジェリア
ナイジェリアの風景の自由は、著作権法の附表2「著作権管理の例外」 (d) で規定されており、公共の場所で見ることができる芸術作品を複製し、コピーを配布できると規定している。

### ノルウェー
ノルウェーの著作権法（2018年法第31号）では、公共の場所に恒久的に設置された芸術作品に対し、その作品を主題とする場合は、非商用目的での複製に限るとする、制限された風景の自由を規定している。ただし、建築作品については、その目的に関係なく描写することが可能である。

### パキスタン
パキスタンでは、著作権法第57条に風景の自由を規定している。第57条 (r) と (s) は、建築、彫刻、芸術的工芸作品について、描画、絵画、エングレービング、写真で表現する場合、(t)(i) は、あらゆる種類の芸術作品に関する映画的表現について定めており、いずれも「公共の場所、または、公衆が立ち入ることのできるあらゆる敷地に、恒久的に設置された作品」について適用される。(t)(ii)では、公共の場所ではない場所に設置された作品の、映画的表現における写り込みについて定めている。

### フィリピン
フィリピンの著作権法 (共和国法第8923号) では、風景の自由についての具体的な規定はない。第184条 (d) において「文学、科学または芸術作品を、時事問題の報道の一部として目的に必要な範囲で、写真撮影、映画撮影または放送によって複製や送信すること」を記述した非常に限られた規定が存在する。
2021年2月4日、フィリピン知的財産庁のロウェル・バルバ事務局長は、知的財産法の改正に風景の自由を盛り込むよう提案した。知的財産法の第184条 (m) の下に、風景の自由を定める下院法案第8620号は、2020年2月3日にバレンズエラ市のウェス・ガッチャリアン代議士により提出された。2021年5月時点、法案は貿易産業委員会で審議中である。

### シンガポール
シンガポールの著作権法は、第63条と第64条により十分な風景の自由を保証している。第63条は公共の場所または一般に開かれた敷地内に恒久的に設置されている彫刻や芸術的な工芸作品を扱い、第64条は建物や建築モデルを対象としている。許容される表現は、絵画、描画、彫刻、写真、映画撮影およびテレビ放送である。

### 南アフリカ
南アフリカの著作権法は、風景の自由を認めていない。公共の場所に恒久的に設置されている芸術作品については第15条 (3) に例外が規定されているものの「映画フィルム、テレビ放送、拡散サービスへの送信における複製または掲載」に限られる。「拡散サービス」は、第1条 (1) で「音、映像、符号または信号で構成され、電線もしくは他の物体により構成された経路を送信し、公衆の特定のメンバーが受信することを目的とする情報通信サービス」と定義されている。

### 大韓民国

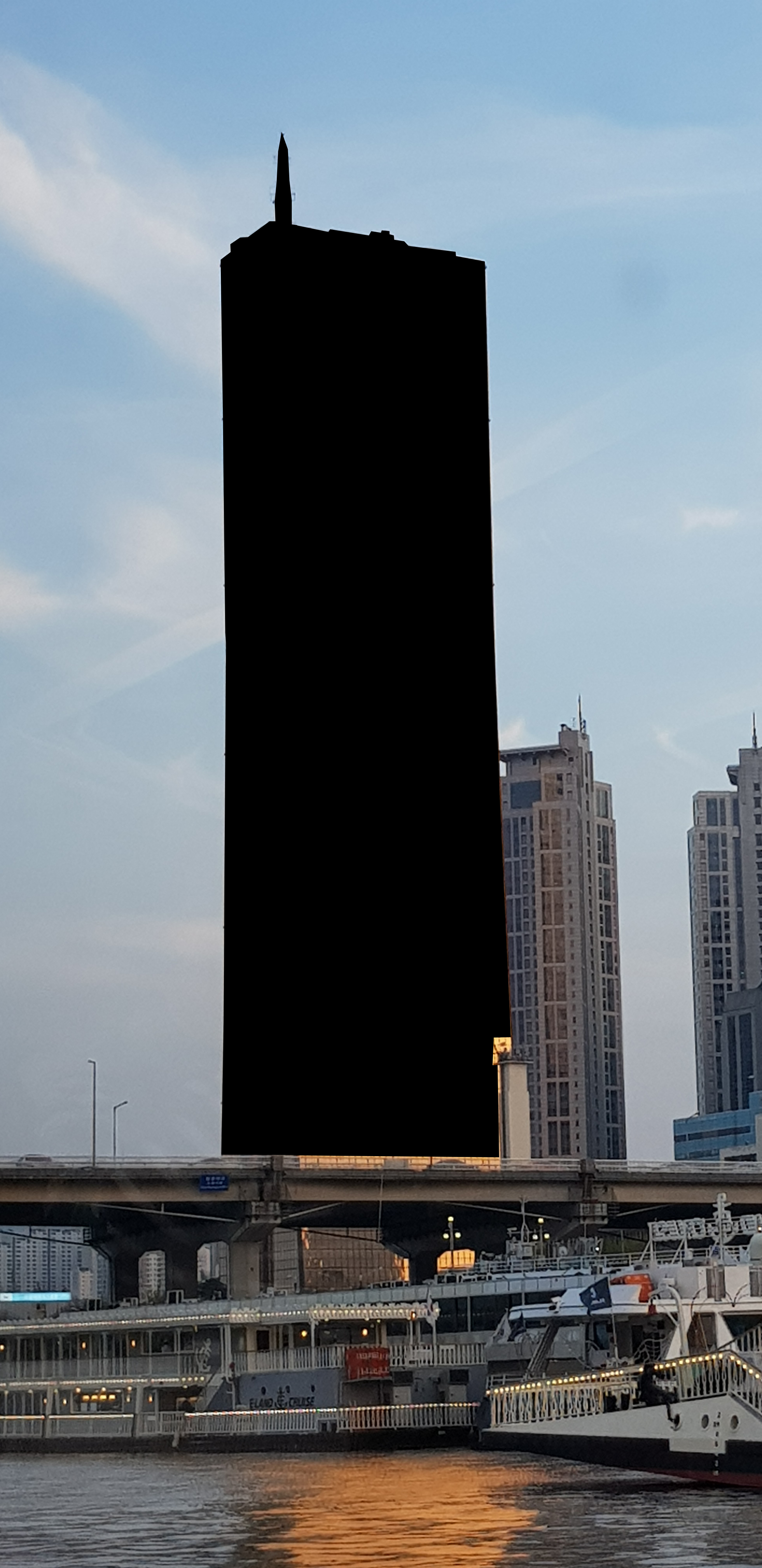
制限された非商用の風景の自由による63ビルの検閲された画像

風景の自由は、大韓民国の著作権法第35条 (2) に規定されているが、非商用目的での利用に制限されている。この規定は次の場合を除いて、オープンな場所に恒久的に設置されている芸術作品やその他の作品をあらゆる目的で利用可能であるとしている。
1. 建築物を別の建築物として複製する場合
2. 彫刻や絵画を別の彫刻や絵画として複製する場合
3. オープンな場所に恒久的に設置する目的で複製する場合
4. コピーを販売する目的で複製する場合—大韓民国著作権法 第35条 (2)
大韓民国における風景の自由関連の唯一の訴訟は2008年の制作会社による広告での建物の無断使用によるものである。2005年にPomato Co., Ltd.が制作したKB国民銀行のテレビおよびインターネット広告の背景要素として、建築家ミン・ギュアムの建築した坡州市にある「UVハウス」を使用した。建築家は場所の利用料は徴収したものの、著作権使用の許諾は与えていなかった。広告が公開された後、建築家は建築作品を無許可で使用されたとし、損害賠償請求を行った。一審のソウル中央地方法院は、広告全体から見た場合、建物の外観の利用の割合は小さく、著作権侵害にあたらないとの判決を下した。2008年11月7日に行われた第二審では、両当事者が賠償金の支払いに合意した。結局のところ、この訴訟は第二審の裁定が下ることなく、製作者がミン・ギュアムに1000万ウォンを支払うことで和解により終結した。

### 台湾

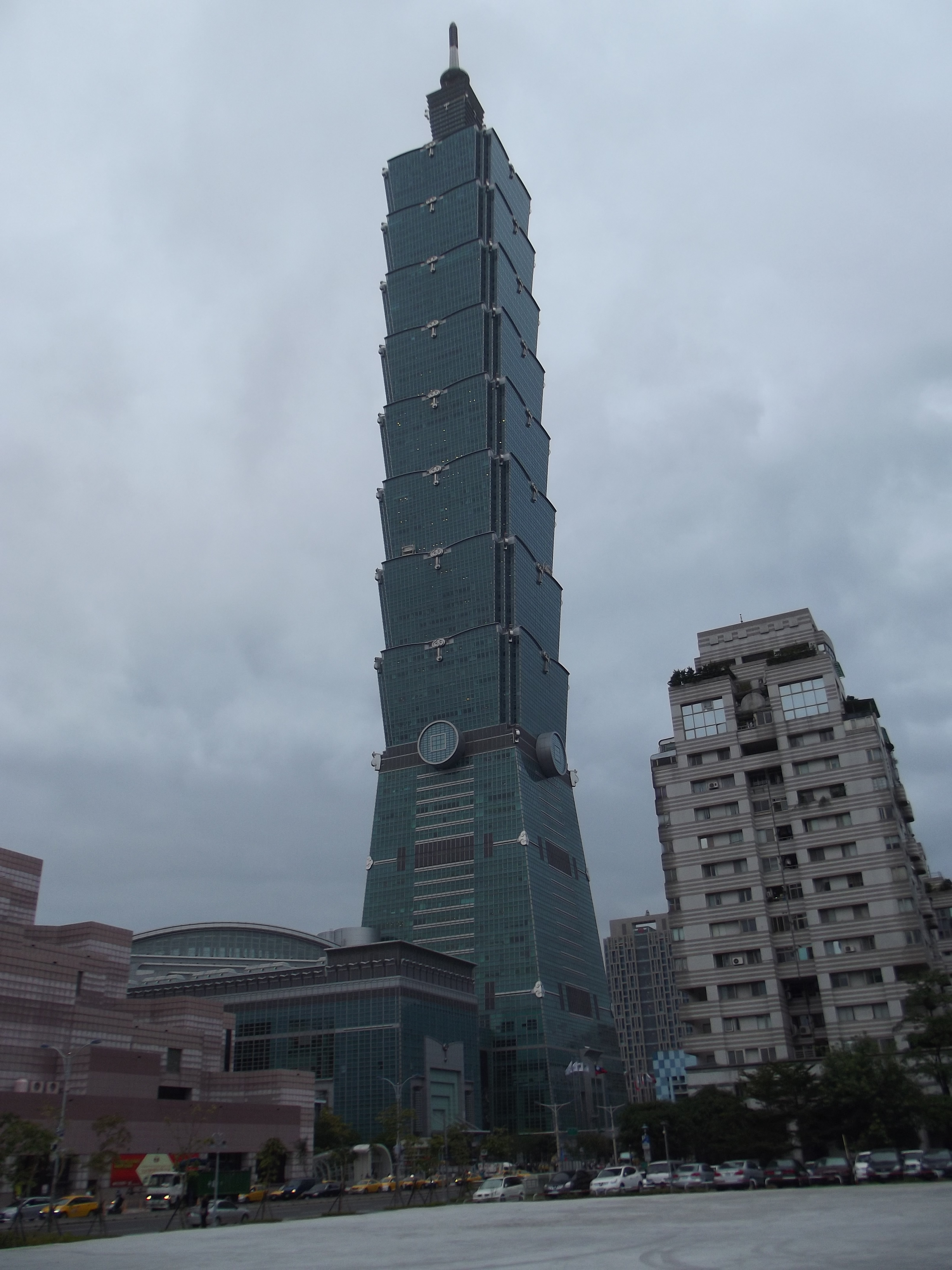
台北101

台湾の著作権法第58条では、風景の自由の例外が規定されており、一般に公開されている屋外で「長期的に展示されている」建築と芸術作品はあらゆる目的で利用できる。ただし、芸術作品の複製が純粋にその複製自体の販売を目的としている場合には適用されない。
この非商用の制限については、経済部の経済部知的財産局による知的財産権ジャーナル (Intellectual Property Right Journal) の第192号で明確になった。これによれば、村の家の外壁に描かれた壁画を撮影し、壁画制作者の許可を得ることなく、販売目的のポストカードに利用することは、第58条に準拠し合法である。法律が禁止しているのは、芸術作品を実際に複製し販売する行為である。また台北101の画像の使用についても同様の説明がなされ、「台北101」という名称は商標により保護されているものの、建物の外観を表現しているだけであれば、販売目的のポストカードに台北101の画像を利用することに、建築家の許可は必要ではないとした。

### タイ王国
風景の自由はタイ王国の著作権法の第37条から第39条で規定されている。第37条と第38条は、公共の場所にある芸術作品と建築物の「描画、絵画、建築、彫刻、塑像、カービング、リトグラフ、写真撮影、映画撮影およびビデオ配信」による表現を認めている。一方、第39条では「芸術作品が構成要素となっている作品」の絵画的、ビデオグラフィック的な表現を許可している。

### トルコ
トルコの著作権法第40条に基づき、
公道、大通り、広場に恒久的に設置されている純粋美術作品は、絵画、グラフィック、写真および公共施設での映写やラジオでの放送もしくはそれに類似した理由で利用することができる。建築作品の場合は外観のみ適用される。—知的および芸術的作品に関する法律 1951年 法5846号 第40条

### ウガンダ
ウガンダにおける風景の自由は「2006年の著作権および隣接権法」の第15条 (1) (f) に「公共の場所に恒久的に設置されている建物または芸術作品を、写真、視聴覚作品、または、テレビ放送で複製し、通信することができる。」と規定されている。同法の第2条では「公共の場所」は「あらゆる建物や乗り物であって、支払の有無に関わらず、一般の人が一定期間、入場の権利を与えられ、または、許可されるもの」と広く定義されており、映画館、レストランやスポーツ施設、レジャー施設などが含まれる。

### アラブ首長国連邦
2002年に制定されたアラブ首長国連邦の著作権法では、風景の自由を認めていない。同様の例外は「放送番組」だけに限られる。セクション4 (「保護期間および作品使用ライセンス」) の第22条では、
作品公開後、その作者は第三者が次のいずれかの行為を行うことを禁止してはならない。
7.純粋美術、応用および造形美術作品、または建築作品が公共の場所に恒久的に存在する場合に、放送番組に使用されること。—連邦法 2002年第7号 第22条
アラブ首長国連邦で保護された作品には、ブルジュ・アル・アラブ、ブルジュ・ハリファ、シェイク・ザーイド・グランド・モスクなどがある。ウィキメディアの厳しいライセンス規定とボランティアによる審査を経て、建築家の許可なく投稿された近代建築の画像は「第1回ウィキは地球が好き UAE 写真投稿大会」（2018年）の終わりに削除された。

### イギリス
イギリスの法律では、風景の自由は、すべての建物に加え、公共の場所に恒久的に設置されている彫刻をはじめとする立体作品の大部分を対象としている。これは、壁画やポスターのような平面作品には基本的には適用されない。風景の自由により撮影された写真は、どのような方法で公開しても著作権を侵害することはない。
1988年の著作権、意匠および特許法の第62条は、他国で定められた該当する多くの規定よりも広く対応しており、第4条 (2) では「あらゆる固定された構造物、もしくは、建築物や固定された構造物の一部分」と定められ、写真家が建物を撮影することを認めている。建物が公共の場所にある必要もなく、建物外観だけに制限もされない。
また、公共の場所または一般に公開されている場所に恒久的に設置された特定の芸術作品、特に彫刻、建築モデルや「芸術的な工芸作品」の写真撮影も認められる。著作権の標準的な解説書『Copinger and Skone James』によれば「一般に公開されている」という表現は、入場許可や支払いが必要な施設も含まれると推定している。加えて、多くの国で使われる「公共の場所」という言葉の定義にも広範に言及しており、屋外に設置された作品への制限はない。
この著作権の特徴として「芸術的な工芸作品」と「グラフィック作品」は別に定めており、第62条の自由は後者へは認められない。「グラフィック作品」とは第4条の定義により、絵画、描画、ダイアグラム、地図、チャートもしくは図面、あらゆるエングレービング、エッチング、リトグラフ、木版画やこれらに類似した作品とされる。そのため、壁画やポスターなどの芸術作品は公共の場所に恒久的に設置されていても、自由な撮影は認められない。
裁判所は「芸術的な工芸作品」が何を意味するかについて一貫した基準を確立していないが、前出の『Copinger……』にはその制作者が職人かつ芸術家でなければならないと述べてある。それには制作者の意思が証拠として関係し、ヘンシャー対レスタワイル訴訟 (Hensher v Restawile [1976] AC 64) の貴族院による判例では、制作者が芸術作品を作るという意識的な目的を持つ場合、それは「最優先または率先して考慮する事項ではないが、関連性があり重要である」とした。作品が「純粋美術」と表現されるものである必要はない。この裁判では、芸術的な工芸作品としてみなされる可能性がある例として、手描きのタイル、ステンドグラス、錬鉄製の門や高品質な印刷物、装丁、カトラリー、編み物や製作家具が示された。
『Copinger……』はこの定義に当てはまるものとして複数の判例を示したうえで、さらに、手編みのセーター、表面に立体要素を含む高品質な生地、様々な陶器、食器類を挙げている。
デザインと芸術家の著作権協会とArtquestがイギリスの風景の自由の詳細情報を提供している。

### アメリカ合衆国

#### 建築作品

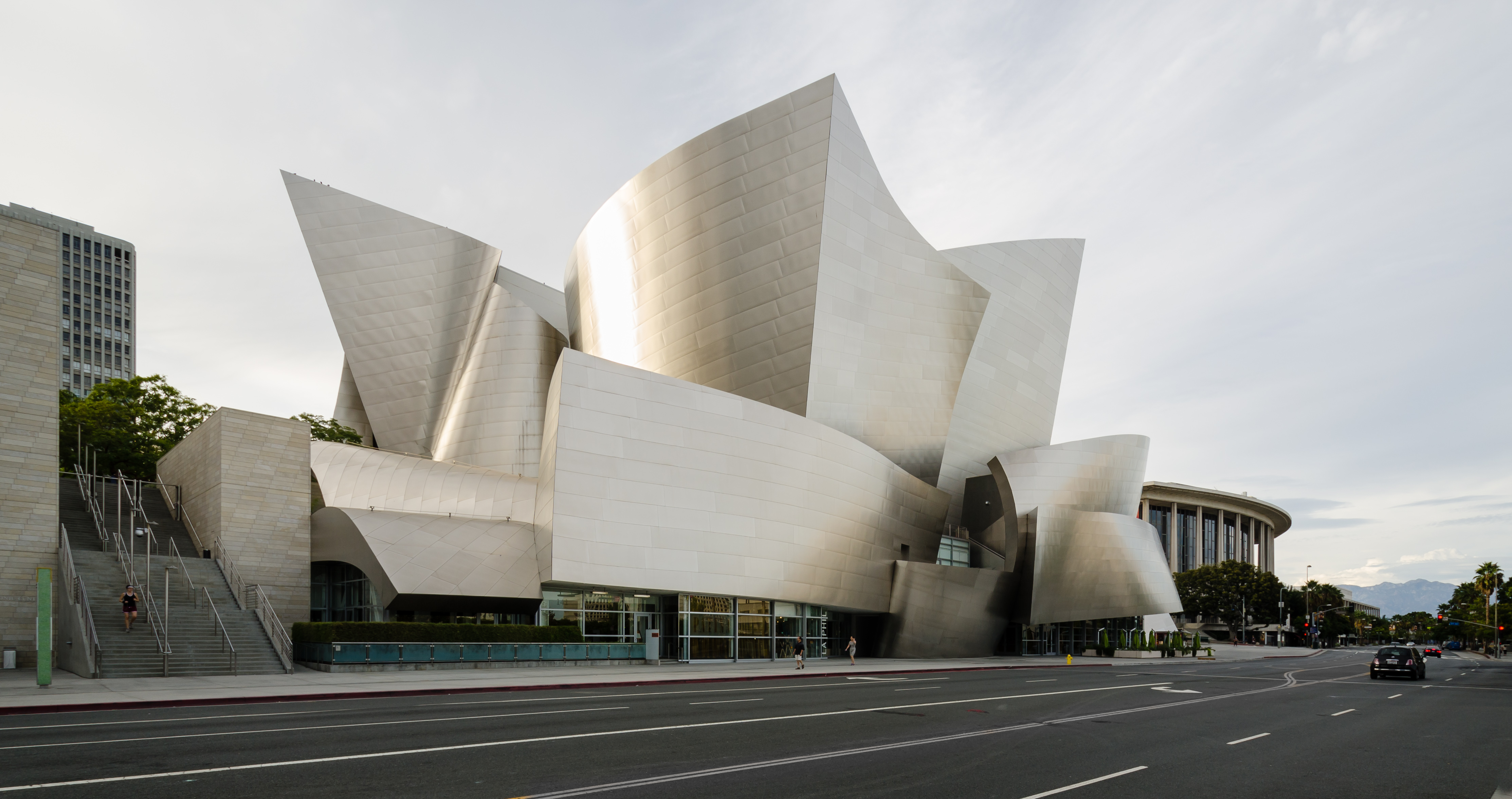
フランク・ゲーリーの設計したウォルト・ディズニー・コンサートホール

アメリカ合衆国の著作権法では、次の規定がある。
建築済みの建築作品の著作権は、対象となる建物が公共の場所に位置する、もしくは、公共の場所から見える場合、その作品を絵、絵画、写真やその他の絵画的表現として作成、配布または公開することを妨げない。—合衆国法典 第17編 第1章 第120条
「建築作品」は建物を指し「住宅やオフィスビルなど、恒久的かつ固定的であることが意図された人が居住可能な建造物、ならびに、教会、美術館、ガゼボ、庭園のパビリオンを含むがこれに限定されない、人が占有するために設計されたその他の恒久的かつ固定的な建造物」と定義される。

#### その他の作品
アメリカ合衆国の風景の自由は、彫刻などの著作権で保護された他の芸術作品に適用されない。そのような作品の画像を商用目的で利用すると著作権侵害のおそれがある。
アメリカ合衆国における公共の芸術作品に関する著作権侵害の注目すべき判決の1つが、ゲイロード対アメリカ合衆国政府裁判 (No.09-5044) である。これは、アメリカ合衆国郵便公社 (USPS) が2003年の朝鮮戦争休戦50周年記念切手に、朝鮮戦争戦没者慰霊碑の19体の兵士像のうち14体の画像を使用したことが争われた。USPSは、The Columnと呼ばれる芸術作品を制作した彫刻家フランク・ゲイロードから、37セント切手に画像を使用する許可を得ていなかった。2006年、ゲイロードはUSPSに対し、彼の芸術作品の著作権を侵害したとして訴訟を提起した。訴訟には、彫刻の写真を制作した写真家で元海兵隊員のジョン・アリが参加した。結局、写真家アリがその彫刻の写真の今後の販売に対する10%のロイヤリティをゲイロードに支払うことで合意し、アリとの和解に至った。
その後、2008年の連邦請求裁判所の判決において、USPSの使用はフェアユースに準拠しており、ゲイロードの著作権を侵害していないと判断された。さらに、裁判所はThe Columnは芸術的建築作品ではなく、建築作品著作権保護法 (AWCPA) は適用されないと認めた。これに彫刻家側が控訴し、2010年2月25日、連邦巡回控訴裁判所はフェアユースに関する先の判決を覆した。USPSによるThe Columnの記念切手での画像使用は、性質として変形的でなく (切手のコンテクストと持たせた意味は、実際の彫刻のもつ性質と同じものであり) フェアユースと見なされない。切手の中での芸術作品はかなりの存在感があり、これもフェアユースに合致しない。この画像を使用した切手を4千8百万枚も販売し、1千7百万ドルを得たことから、USPSの利用は商用的な目的と考えられると述べた。また、連邦巡回控訴裁判所は、The Columnは建築物ではないとした先の連邦請求裁判所の判決を支持した。2011年の再審では、連邦請求裁判所は5千ドルの損害賠償を認めた。ゲイロードは損害賠償額を争う訴えを起こし、2012年、控訴裁判所が「USPSの不正な利用における公正な市場価値を決定するため」訴訟を差し戻した。2013年9月20日、連邦請求裁判所は、USPSからゲイロードに支払われる経済的な損害賠償額として、およそ6千8百万ドル相当を認めた。

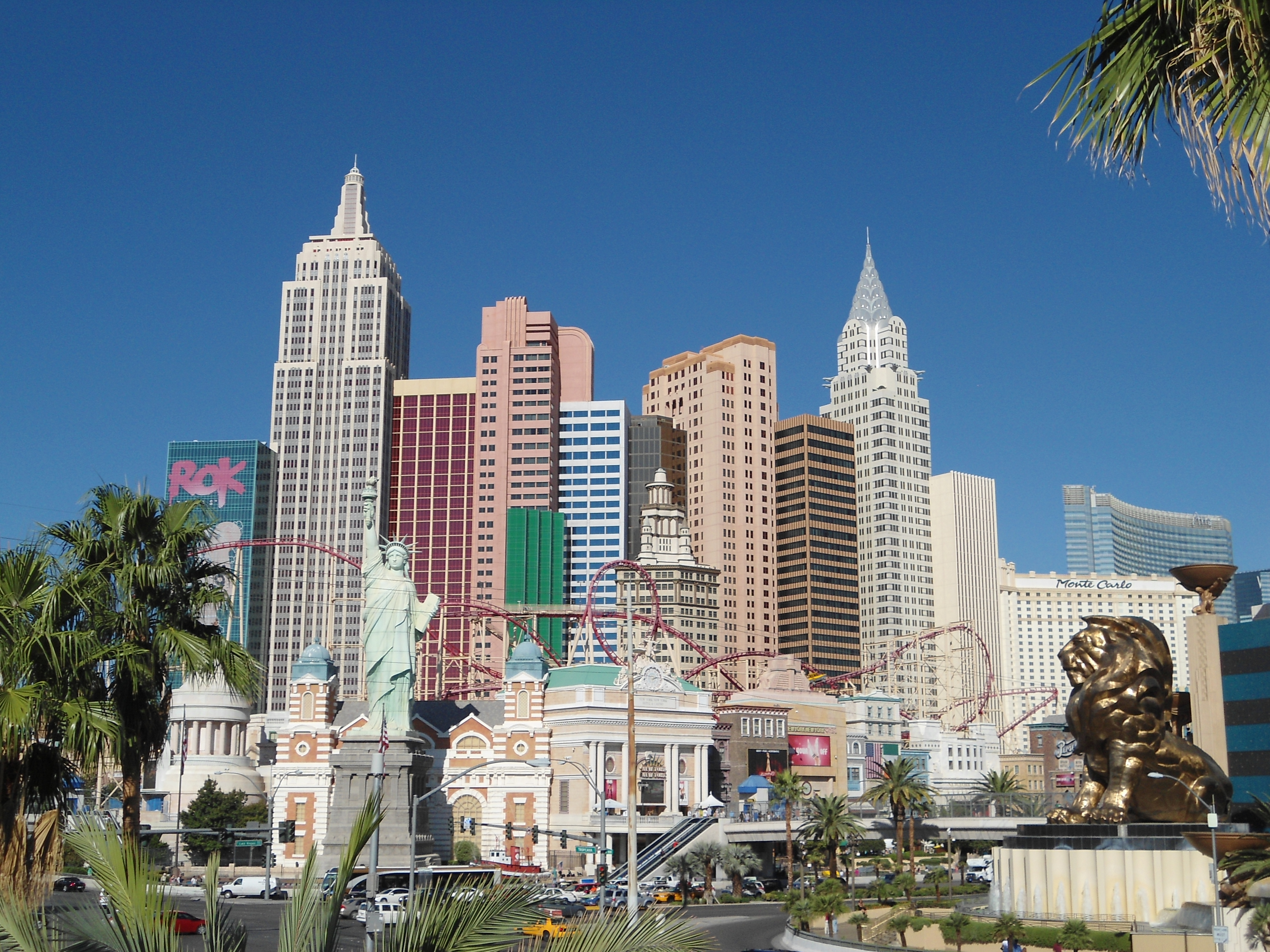
ラスベガスのニューヨーク・ニューヨークホテル＆カジノの画像。自由の女神のレプリカがわずかに写っている。

USPSは、また、ゲッティイメージズの提供画像である、ラスベガスのニューヨーク・ニューヨークホテル＆カジノにある、自由の女神のレプリカ像を切手へ使用したことでも訴訟に直面した。写真家の帰属表示をする一方で、彫刻家のロバート・デビッドソンの帰属表示をしていなかった。2010年12月から2014年1月までにUSPSはレプリカの写真を使用した切手を49億枚販売し、21億ドルを売り上げていた。USPSは2011年3月に使用された画像はオリジナルの自由の女神像ではないことに気づいたが、行動を起こさなかった。デビッドソンは2013年、USPSへ対して訴訟を提起した。裁判所は、デビッドソンのレプリカは、より現代的で女性的な容姿が特徴であり、著作権の対象となる独自性があるとした彼の主張を支持した。USPSはフェアユースの「目的」と「使用部分」については基準に合わなかったが、デビッドソンが、自らの彫刻で利益を得る計画はないと述べたため「使用の効果」では基準に適合した。両当事者ともにフェアユースに関する「著作物の性質」の基準では支持をされなかった。裁判所は、USPSの著作権侵害を認め、デビッドソンに対して支払うべき350万ドルの損害賠償額を決定した。
イタリア生まれのアメリカ人彫刻家アルトゥーロ・ディ・モディカは、ニューヨークのロウアー・マンハッタンにあるチャージング・ブルの著作権の主張を行った。彼は2017年の国際女性デーの前夜に恐れを知らぬ少女像と雄牛の彫刻を並べられたことに対して反発し、これが著作権侵害であると主張した。彼はこの行為を「広告のトリック」と称し、自らの彫刻の完全性と意図した創造的な意味を変えてしまったと述べた。結局、恐れを知らぬ少女像は、別の理由により2018年12月に移設された。ディ・モディカは、これまで彼の牛の彫刻を商業目的で利用した、様々な団体に対して訴訟を起こした。2006年にウォルマートがリトグラフを販売したことや、同年にノースフォーク銀行が全国テレビCMにこの彫刻を使ったこと、2009年にランダムハウスが、リーマン・ブラザーズの凋落を記述した本の表紙に彫刻の画像を利用したことを問題とした。これらの訴訟は最終的に和解に至った。
全米で2番目の大きさをもつ「打ち出しの銅」による像であるポートランディアは、制作者がその著作権を厳しく保護している。レイモンド・カスキーは、はがき、Tシャツやその他の商業的メディアやオブジェにより、この彫刻の絵画的表現を利用しようと計画したあらゆる人を提訴し脅かした。ポートランドを拠点とするローレルウッドパブアンドブルワリーは、2012年にビールのラベルに彫刻の画像を使用したとして訴えられ、カスキーと現金による和解をした。
シカゴのクラウド・ゲートの彫刻は公共の公園に設置されていながらも、芸術家アニッシュ・カプーアが著作権を有しており、弁護士のヘンリー・クレーマンは、シカゴ市はこの豆のような形の彫刻の「永久利用ライセンス」を購入しているため、シカゴ市のみが商用で利用できると述べた。カプーアは2018年に全米ライフル協会 (NRA) が広告動画に、このパブリックアート作品を掲載したとして「侵害1件ごとに15万ドル」を「裁判所に提出された証拠に基づいて決めた件数」で賠償を求める訴訟を起こした。NRAはその後、彫刻の画像を広告から削除したが、カプーアに支払いはせず、訴訟は「根拠のないもの」だと一蹴した。

### ベトナム
ベトナムの風景の自由は、著作権法第25条 (h) で規定され、公に設置された造形美術、建築物や応用美術の作品を「これらの作品のイメージを伝える目的」での写真撮影とテレビ放送が許可されている。

## 平面作品
著作権で保護された作品の映り込みを心配せずに、公共の場所で写真撮影ができる権利の及ぶ範囲は、その国により様々である。ほとんどの国においては、立体 (三次元) 作品で、公共の場所で恒久的に設置されるものだけに適用される。この「恒久的」は、通常「作品の自然な寿命の間」を意味する。スイスでは、壁画や落書きなどの平面 (二次元) 作品を撮影し公開することは認められるが、元の作品と同じ目的で使用することはできない。

## パブリックスペース
多くの法律では、パブリックスペースと私有地についての扱いが異なる。オーストリアでは撮影者の位置は関係ないが、ドイツでは公共の場所から撮影された場合にのみ適用され、はしご、昇降台、飛行機などの設備の利用は認められない。特定の条件下で、認められる範囲が私有地に広がることもある。例としては、一般入場可能な私有地の公園や、入場が禁止されていない城が挙げられる。だたし、この場合、所有者が画像の商業的利用に関して、料金を請求し規制する可能性がある。
多くの東ヨーロッパ諸国では、著作権法により画像の利用を非商用目的に制限している。
また「公共の場所」の定義にも国別の特有の違いがある。ほとんどの国では、これには屋外の場所であることが条件となるが、国によっては、公立の美術館などの屋内が含まれることもある。